# アウトストラーダ A54

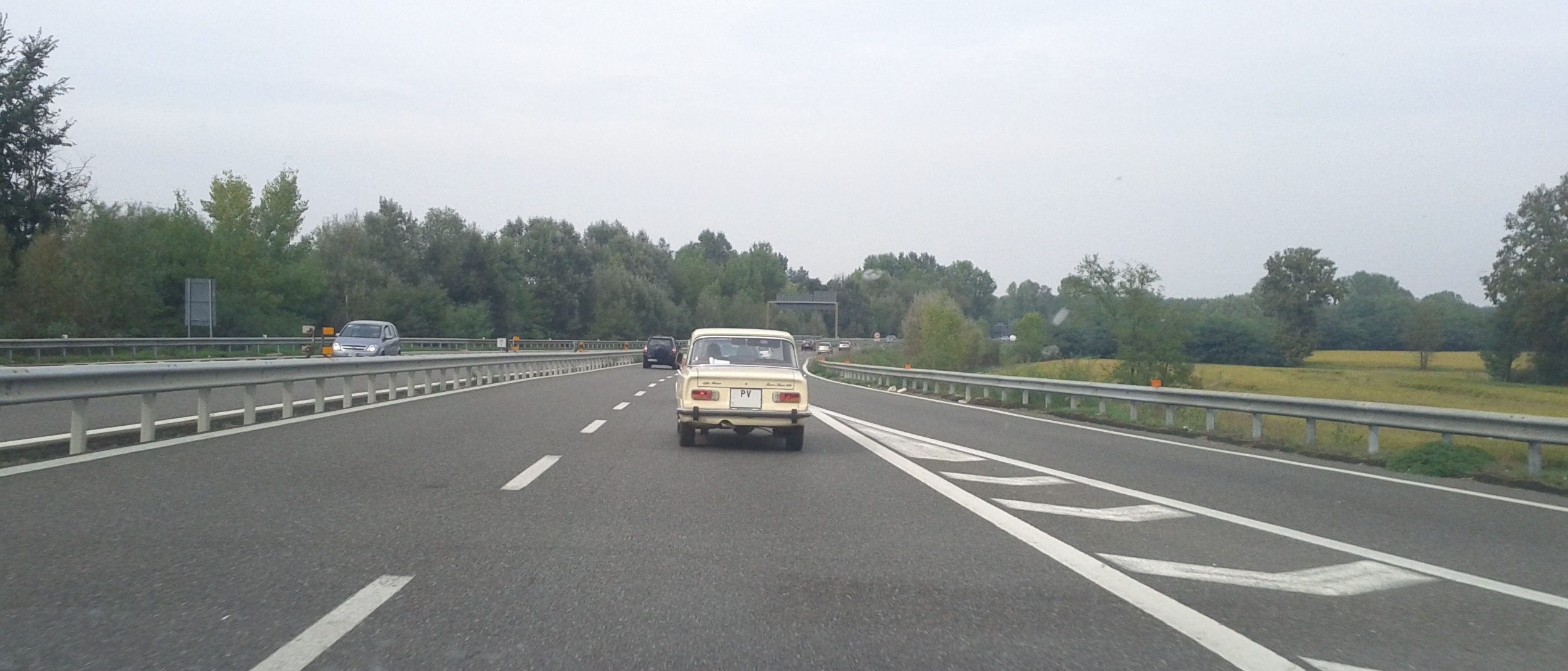
サン・マルティーノ・シッコマーリオを通るアウトストラーダ A54

アウトストラーダ A54、別名 パヴィーア西環状線 は、パヴィーア市の西外郭部を通るアウトストラーダである。この道路は、ミラノ・セッラヴァッレ - ミラノ環状線会社が管理している。

## 歴史
この道路は、コンセッション会社であるミラノ・セッラヴァッレ - ミラノ環状線会社によって建設され、3年間の工事を経て1994年に供用を開始した。
2015年にアウトストラーダ A60 ヴァレーゼ南環状線が開通するまでは、この道路は州都以外の県都の環状線としては唯一のアウトストラーダであった。

## 現在の状況
この道路は、国道35号デイ・ジョーヴイ線の高速バイパスとして誕生した。ジェノヴァ方面から国道35号線を通って来ると、道なりにこの環状線に入る。そこがこの道路の起点である。道路は、少しカーブしながら、ティチーノ川を越え、北に進む。
途中で、A7につながるA53と接続し、また、パヴィーア北環状線にも接続している。
この道路は8.4 キロメートル (以下、km と記述する) 地点で、ミラノに向かう国道35号線に再び合流して終わる。
この道路は、片側2車線であり、緊急車線は無い。通行料は無料であり、6つの出入口には料金所はなく、また、本線料金所もない。
サン・マルティーノ・シッコマーリオとパヴィーアの２つの自治体を通っている。

## 行程
| A54 TANGENZIALE DI PAVIA |                                                            |      |      |
| 種別                     | 方面                                                       | ↓km↓ | 地域 |
|                          | dei Giovi - Genova                                         | 0.0  | PV   |
|                          | Pavia Sud                                                  | 0.4  | PV   |
|                          | San Martino Siccomario Pavia Borgo Ticino                  | 1.8  | PV   |
|                          | Raccordo Bereguardo-Pavia Milano - Genova                  | 5.3  | PV   |
|                          | Pavia Ovest Bereguardo-Abbiategrasso Stazione ferroviaria  | 5.9  | PV   |
|                          | Pavia Ospedali Istituti Universitari                       | 6.1  | PV   |
|                          | Pavia Via Brambilla Questura Prefettura Stadio             | 7.0  | PV   |
|                          | Bronese - Tangenziale nord Pavia - Piacenza                | 7.4  | PV   |
|                          | dei Giovi\|Strada statale 35 dei Giovi\|dei Giovi - Milano | 8.4  | PV   |

この道路は、5 km 以降は完全にパヴィーアの市街地を通っている。その手前はパヴィーアの田園地帯とティチーノ公園を部分的に横断している。